# 신축민란

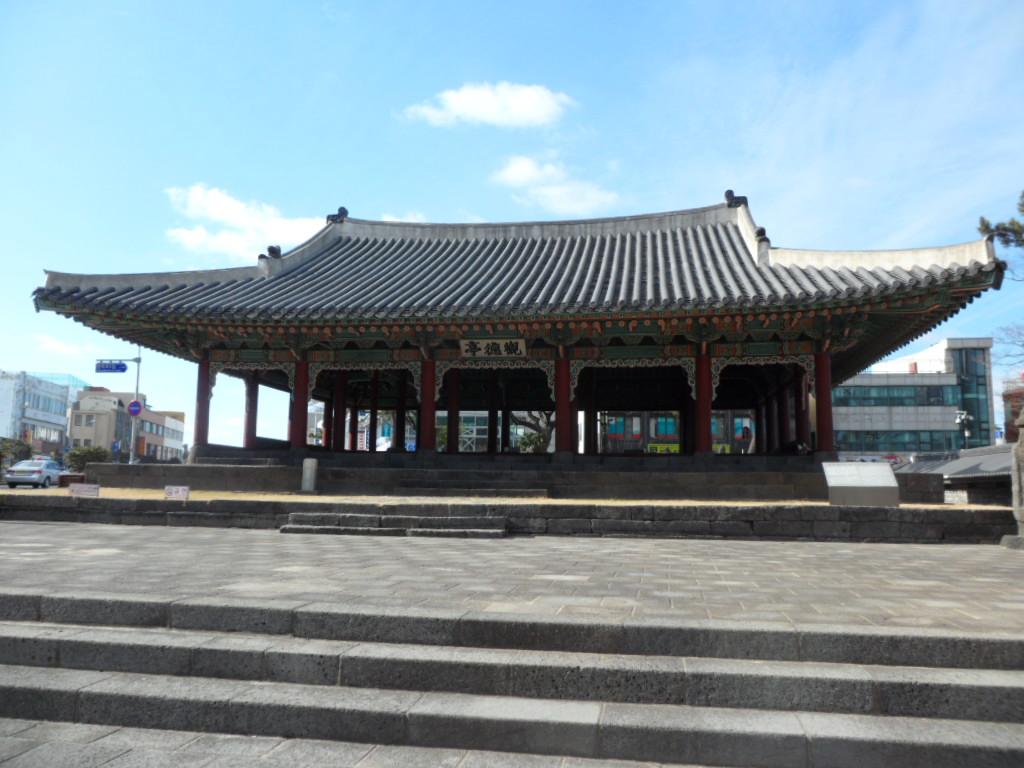
제주 관덕정. 당시 봉기를 지휘했던 이재수가 이곳 광장에서 천주교도를 처형하였다.

신축민란(辛丑民亂)은 1901년(광무 4) 5월 6일부터 7월 18일 제주도에서 발생한 봉기로, 대한제국 봉세관(捧稅官)의 조세 수탈과 프랑스 선교사를 앞세운 천주교회의 폐단에 맞선 민중 항쟁이다.
토착신앙이 전통 종교이자 사상·정신의 토대였던 제주도 민중의, 횡포를 부리는 외래 종교인 천주교를 향한 반감과 제주도 경제권을 둘러싼 토호 세력과 중앙에서 파견한 봉세관 간 갈등이 봉기의 원인이다. 사건의 희생자가 너무나 많았을 뿐 아니라 한 외래 종교의 횡포에 대한 민중의 반항으로 나타났다는 점에서, 또 외국 신부와 관련해 국제 문제로까지 비화되는 후유증을 치러야 했다는 점에서 제주도의 근대사에 여러 모로 중대한 영향을 미친 사건이었다고 할 수 있다.

## 호칭
봉기명은 봉기를 해석하는 관점에 따라 제주도 신축교난(濟州島辛丑敎難), 신축민란(辛丑民亂), 신축년 난리, 신축성교난(辛丑聖敎亂), 제주민란(濟州民亂), 제주교란(濟州敎亂), 신축교안(辛丑敎案), 이재수의 난으로 불린다. 대한민국의 민족사학과 민중사학의 견지에서 반봉건주의, 반제국주의 '민중 항쟁'으로 해석하는 의견이 주류를 형성하는 가운데, 향촌 사회 내부의 분석과 이재수를 위시한 항쟁 지도부의 '사'(士) 의식 추적으로 깊이를 더해 가며, 천주교 측에서는 천주교도가 처형됐다는 사실에 주목해 교난으로 해석하기도 한다.
신축민란 당시 봉기한 민군이 외친 것은 세폐(稅弊)와 교폐(敎弊) 시정이었다. 민란의 발발 원인은 간접적 측면과 직접적 측면에서 살펴볼 수 있다. 간접적 측면은 광무(光武) 4년(1900년) 한성에서 제주로 파견된 봉세관 강봉헌의 혹심한 작폐와 그와 관련한 여러 가지 세금의 과다하고 가혹한 징수에 있었고, 직접적 측면은 당시 프랑스에서 온 신부 마르셀 라크루(한국명 구마슬)를 비롯한 선교사들의 치외법권적인 특수권력과 이에 편승한 천주교도들의 횡포에 있었다.

## 전개

### 가혹한 세금
한성에서 온 강봉헌은 온갖 명목으로 세금을 물렸다. 이미 오래 전에 폐지되었던 민포(民布)를 다시 징수하기 시작했고, 가옥· 수목·가축·어장·어망·염분·노위 등의 세금은 물론, 심지어 잡초에까지 세금을 매겨 거두었다. 그리고 그가 세금을 거두는데 동원한 인물들은 천주교인들이었다.

### 천주교의 횡포
광무 5년(1901년) 당시 민군이 호소한 세폐와 더불어 또 하나의 폐단이었던 교폐는 천주교도, 그들의 뒤에 있었던 프랑스인 신부들에 있었다. 외국인으로써 치외법권의 보호를 받았을 뿐 아니라, 당시 황제 고종(高宗)이 몸소 지급한 "여아대(如我對, 짐을 대하듯이 하라)"라는 패를 가진 프랑스 신부들을 제주 목사조차 함부로 대할 수 없었다. 이들 프랑스 신부들을 등에 업고 천주교도들은 제주 안에서 마음대로 범법을 저질렀다. 이름뿐인 천주교도가 천주교를 내세워 염전에 나가 주인 허락도 없이 멋대로 소금 한 섬을 짊어지고 나오는가 하면, 성당에 형틀을 갖춰 놓고 천주교인 마음에 맞지 않는다고 잡아다가 사형(私刑)을 가하였다. 한국 조정의 관리도 천주교도를 자칭하며 범법을 저지르고 성당에 숨어버린 그들을 잡을 수 없었다.
당시 제주도에서 유배생활을 하고 있었던 김윤식의 《속음청사》에도, 광무 5년(1901년) 3월 5일에 천주교 신도회장 박 토마스가 퇴임하려는 전임 목사 이상규에게 자신의 전 재산을 뺏겼다며, 현직 목사가 금지했음에도 불구하고 교인 10여 명을 인솔해 그 앞에서 행패를 부렸고, 3월 18일에는 라크루 신부가 구속되어 있는 유배 죄인 중 이범수는 천주교인이므로 풀려나야 한다고 강력하게 청하며 제주 목사가 허락하지 않는데도 기어이 옥문을 부수고 이범수를 풀어주었다는 기록이 남아 있다.
제주도에서의 천주교도의 불법행위는 사건을 수습하기 위해 파견되었던 찰리사(察理使) 황기연의 보고서 중에서도 찾아볼 수 있다. 요약하면 다음과 같다.
- 살인, 부녀자 강간 및 강탈, 도둑질 등의 범죄를 저질러도 사람을 죽여도 관가에서 체포하지 못한다(교도들은 마음 내키는 대로 땅을 뺏고 이미 팔았던 땅을 다시 사들일 때도 시세가 올랐더라도 예전에 받은 돈만 치르고 우격다짐으로 되돌려받는 것이 당연시되었다).
- 교도들을 비방하거나 언쟁을 벌인 사람들을 "천주교를 모독했다"며 성당에 끌어다가 매를 치거나 가두고, 관에서 체포한 사람을 천주교도라고 하여 도중에 빼돌리거나 관가의 감옥에 갇힌 사람을 강권으로 풀어주기도 한다.
- 제주도의 오래된 신당을 파괴하여 토속신앙을 유린했다.

이 같은 천주교도들의 불법행위를 프랑스 신부는 방관(내지는 비호)하였고, 이는 차츰 한국 자체의 주권에 대한 위협이라는 측면으로까지 발전하게 되었다. 제주도는 천주교인들에 의한 무법천지로 전락해 통치불능의 상태에 빠졌고 일반 도민들은 천주교인들의 전횡으로 생명을 보전할 수 없는 지경에 이를 정도였다. 이에 따라 제주도민의 반천주교의식은 더욱 자극받게 되었다.

### 상무사
이러한 오리(汚吏)와 불량한 교도들의 불법 행위에 대항할 집단으로써 제주 대정군(大靜郡)내 유지들이 모여 상무사(商務社)를 조직하게 되었다. 상무사의 대표로는 당시 대정군수 채구석(蔡龜錫)이 맡고, 그 밖에 위원으로는 이성교, 송희수, 오대현, 강우백, 강백, 강철호 등이 맡았다. 설립 취지에 찬동한 대정군내 향색 선비와 백성이 상무사에 대거 참여하면서, 이들은 봉세관의 토색과 남징(濫徵) 행위에 대해 폭로하고 규탄했으며, 교인들의 비행과 폭력에 대해서도 완력으로 맞서게 되었다. 이는 양측의 잦은 마찰과 분쟁으로 이어지게 된다.
광무 5년(1901년), 대정군에서 천주교도 오달현, 오창우 등이 교인들을 이끌고 마을 유지였던 훈장 현유순의 집을 습격해 현유순과 그 아버지 현규석, 그리고 동지인 장의(掌議) 오신락을 잡아다 교당에 가두고 고문하였고, 이 과정에서 오신락이 죽고 마는 사건이 벌어졌다. 천주교인들은 그가 감나무에 목매달아 죽었다고 했고, 사망자의 두 아들은 천주교도들에게 붙잡혀 매를 맞아 죽었다고 하여 증언이 서로 엇갈렸는데, 대정군수 채구석이 검시관으로 관노 이재수를 데리고 시신을 검시하였으며 범인을 잡고자 하였으나 교당에 은신하여 잡을 수가 없었다. 이 사건은 도민들에게 자극을 주었고 도민들은 나름대로 통문을 돌려 교회와 담판하려고 하였고, 교도들도 이에 대항할 준비를 갖추게 되었다.
4월 29일에는 다시 대정군 신평리의 상무사 위원 송희수의 집이 천주교도 수십 명에게 습격당했다. 천주교도들은 송희수의 머리를 말꼬리에 붙들어매고 대정 읍내로 끌고 가려고까지 했으나, 신평리 동민들의 항의로 간신히 저지되었고, 송희수도 겨우 빠져나왔다. 이에 대한 보복으로 상무사 위원 강우백, 강희봉, 마찬삼 그리고 향장 오대현 등 수십 명이 작당해 대정의 천주교당을 습격, 교당을 부수고 교인 몇 명을 폭행했다. 이 사건은 뮈텔(한국명 민덕효) 주교를 통해 한성 주재 프랑스 공사에 보고되었고, 신축민란의 직접적 계기가 된 사건이었다.

### 충돌
5월 6일, 상무사원들은 천주교도에 대한 성토민중대회를 열었다. 오대현과 강우백이 주도한 이 민중대회는 제주에서 민중의 지지와 힘을 얻고 교도들과 맞설 수 있다는 확신을 얻어 무력 봉기의 직접 계기를 마련했다는 평가를 받는다. 민중대회를 주도한 두 사람은 천주교도의 횡포, 봉세관과 결탁해 민중을 괴롭히는 사실을 폭로하고 규탄하며, 이런 피해가 없도록 주성(州城)으로 가서 목사에게 호소하자고 제창했고, 군중의 찬동으로 오대현이 그 자리에서 장두로 뽑혔다(이 민중대회가 있고 그 직후 강봉헌은 마침 제주에 정박한 화륜선을 얻어 타고 한성으로 도주). 천주교도들도 상무사의 민중대회에 맞서 산방산 뒤에 따로 모여 대정성으로 들어와 민중과 충돌, 부상자가 나오기는 했지만 크게 번지지는 않았다. 온건적이었던 오대현은 애초부터 무력이 아닌 평화적 호소에 그치고자 했던 것이다.
이로부터 이틀 뒤 다시 상무사와 천주교도 사이에 충돌사건이 벌어졌다. 천주교도였던 대정군 관아의 부이방(副吏房) 김옥돌이 향장 오대현의 기첩(妓妾)과 간음했다는 죄목으로 관에 고발되자 대정군수 채구석은 김옥돌을 유부녀 간음죄로 태형 30대를 때려 가두고, 교인들의 항의를 무마하려 오대현도 태형 15대를 때려 석방하였다. 그런데 이에 불만을 품은 천주교인 김진사가 무리 50여 명을 이끌고 군수 채구석에게 와서 천주교인을 때리고 가둔 연유를 성토하며 멋대로 옥문을 열어 김옥돌을 풀어주게 한 뒤 상무사 회민을 잡아갔고, 상무사 회민들도 무리를 끌고 잡혀가던 상회민을 길 위에서 구해내고 김옥돌과 김진사 두 사람은 회민들에게 빈사 지경에 이를 정도로 매를 맞았다.
오대현을 장두로 주성으로 향하는 수천 명의 진정단을 천주교 타도를 위해 난을 일으킨 것으로 판단한 제주 천주교회는 마르셀 라크루와 무세(제주명 문제만) 등 신부가 각각 화기로 무장한 교도 3백 명을 인솔하고 나서서, 이들은 명월진(明月鎭)에서 충돌하게 되었다. 해산하지 않고 버티는 진정단에게 라크루 신부가 위협 사격으로 몇 발을 쏘아 진정단은 잠시 해산한 사이 천주교도들이 오대현 및 진정단원 다섯 명을 납치해 주목으로 넘겨버렸고, 철수하는 진정단을 쫓아 대정군으로 몰려와 군내의 무기고를 탈취해 주민들을 위협했다. 이때 천주교도들의 무차별 사격으로 신도리 주민 김봉년이 즉사하기까지 했다.

### 무력 시위로의 전환
장두가 없는 상태에서 대정군의 관노 이재수가 나서서 강우백과 조사생, 오대헌(오대현의 형)과 사후 대책을 협의하고, 무력 없는 평화에 의지하며 온건 일변도에 그쳤던 오대현과는 달리 새로운 장두가 된 이재수는 비무장 상태의 주민에게까지 총을 쏘는 등 비겁한 짓을 서슴지 않는 천주교도들에 대한 무장봉기를 결심하였다. 이재수는 각 리에 격문을 보내 장정을 모으고 동지를 소집하였다. 이에 이틀 만에 수천에 달하는 장정이 대정으로 모였고, 각 리에서도 40여 명의 포수가 총포를 들고 참가하였다고 한다.
5월 15일, 장두 이재수가 이끄는 민군(民軍)은 각각 총, 검, 봉, 죽창 등 무기가 될만한 것을 갖고 식량을 넣은 전대를 차고 척사기(斥邪旗)를 앞세워 주성으로 향했다. 그들이 내세운 봉기 목표는 프랑스 신부와 교도들을 타도하고 다시는 악질 봉세관이 발호하지 못하도록, 모든 민원 대상을 무력으로 발본색원한다는 것이었다. 민군은 동, 서 두 개의 진(鎭)으로 나뉘어 동진은 강우백이 맡고, 서진은 이재수 본인이 맡아 제주섬을 동서로 돌아 주성으로 향했다. 민군은 진군 도중 교도들의 은거처를 색출해 소탕하며 진격했는데, 이때 천주교도들의 횡포와 세금 남징에 치를 떨던 고을 주민들이 가는 곳마다 민군에 가담, 성원하였다고 한다.
5월 16일, 이재수가 이끄는 서진 민군은 제주성 가까이 도달, 황사평에 진을 쳤다. 동진의 강우백도 정의현(旌義縣)을 거쳐 주성에 도달해 동서 양진이 제주성을 포위하고 양곡 반입은 물론 교통과 육지로 오가는 모든 왕래로 일체 봉쇄했다. 제주성 안의 천주교인들도 군기고와 탄약고에서 무기와 탄약 등을 탈취해 제주성의 3대 성문을 모두 닫은 채 성벽 위에는 각종 포를 가설하고 민군에 맞섰다. 민군에서 동원된 포수들이 성 안의 화기 공격에 응사해 나날이 사격전이 이어졌다.
5월 23일에 제주군수 김창수가 민군과 교도 사이의 중재를 시도하였다. 그는 구마슬 신부와 교섭해 감금되었던 오대현을 풀어주어 민군을 무마하려 했지만 이재수가 이끄는 민군은 군수의 정전 제의를 한 마디로 거부하고, 오히려 풀려나온 오대현과 강우백이 각각 동, 서진의 대장이 되면서 전력을 강화시켰다.

### 제주성 열리다
주성 안에서 주민들은 식량과 땔감도 제대로 공급받지 못하고, 나날이 이어지는 공방전에 총탄이 민가에 날아드는 지경까지 생기자 주민들은 공포에 떨었다. 여기에 황사평과 오라리에 집결한 민군이 진용을 다시 짜서 제주성 3대문 바깥 1리 거리에서 성을 칠 듯한 기세를 보이며 성을 향해 통문을 보내거나 성을 향해 외치며 주민에게 궐기를 호소했다. 이에 제주성 안의 민심은 크게 동요하고 있었다.
5월 25일, 김남혁이 주도해 관덕정(觀德亭) 광장에 제주 주민들(대부분 부녀자)이 모여, 당장 성문을 열어 민군을 성으로 들일 것을 요구했다. 라크루 신부는 사흘만 말미를 주면 성문을 열겠다며 민중을 해산시켰는데, 이는 프랑스 함대의 지원을 염두에 둔 것이었다. 프랑스 신부 마르셀 라크루는 적객으로 있던 장윤성을 몰래 목포(木浦)로 보내 프랑스 공사관에 연락을 넣어 인천에 주둔하고 있던 본국 군함을 보내줄 것을 요청했고, 약속한 사흘째 되는 날, 신부가 기대한 프랑스 군함은 오지 않았다(프랑스 군함은 5월 30일에야 제주에 도착). 제주 주민들은 다시 몰려와 제주성 개방을 요구했다. 흰 수건을 머리에 쓴 부녀자(돼지 장수) 1천 명이 성문 개방을 외치며 몽둥이를 들고 성으로 올라가, 성을 지키던 교인들을 잡아다 묶고 총포를 모조리 내던진 뒤, 3대 성문을 모두 열어 민군을 주성으로 들였다. 마르셀 라크루 등 프랑스 신부들은 정의군수 김희주의 도움으로 동헌에 숨어 간신히 살아남았다.

### 사태의 끝
민군의 장두 이재수는 서문으로, 오대헌 형제와 강우백 등 동서진의 대장은 남문과 동문을 통해 각각 입성했고, 입성할 때마다 공포소리와 함성이 요란했다. 관덕정에 앉아 이재수는 사태 해결을 위한 지시를 하나하나 전달하며, 천주교도들의 죄상도 신랄하게 열거하여 붙들려 있거나 숨어있었던 천주교도들까지 색출해 죽였다. 제주에 유배 중이던 천주교도 최형순도 붙들려 죽임을 당했다. 그는 과거 봉세관 강봉헌 밑에서 징세 실무를 맡았을 뿐 아니라 광양에서는 민군에 발포를 명했던 적도 있었다.
민군이 주성에 입성한 5월 28일과 29일 양일간에만 3백 명의 천주교도가 피살되었다고 알려져 있다. 7월에 작성된 《삼군평민교민물고성책》(三郡平民敎民物故成冊)을 보면, 물고자(物故者, 사망자) 수는 총 317명으로서 천주교도가 309명, 평민이 8명, 성별로는 남자 305명, 여자 12명이며, 3개 군의 물고자는 현황으로 볼 때 제주군(36개 리) 93명, 대정군(26개 리) 81명, 정의군(8개 리) 142명이다.
5월 31일, 프랑스 군함 두 척이 제주 앞바다에 정박, 제주성으로 들어왔는데, 이때 프랑스 군함을 타고 한국 정부의 신임 제주목사 이재호와 민군 진압을 위한 선발대로써 중대장 홍순명이 지휘하는 강화진위대 1백 명, 궁내부 고문관을 맡고 있던 미국인 샌드(W.Sand, 조선명 산도)와 번역과장 고의경 등이 함께 왔으며, 인천에서부터 일본 군함 제원호(濟遠號)도 프랑스 군함을 따라 제주로 왔다. 제주성에 프랑스 국기를 내건 프랑스 해군은 천주교도를 학살한 민군에 대한 복수로 천주교도를 제외한 나머지 제주 도민은 모조리 죽이겠다고 공언했지만, 신임 제주목사 이재호가 부당하다며 말려 중지되었다.
프랑스 군함이 왔다는 소식에 이재수는 일전을 불사해 다시 궐기할 것을 호소, 다시 민군이 몰려들어 그 수는 1만에 달했다. 가까스로 프랑스 해군과 한국 조정군과의 담판으로 프랑스 군함은 자국 신부와 교도 40명을 데리고 귀환했지만, 강화진위대 중대장 홍순명은 "민란은 아직 진압된 것이 아니다"라고 조정에 보고하였다. 한국 조정은 다시 안핵사로 앞서 임명해 두었던 박용원을 해임하고 특진관 황기연을 제주찰리사로, 제주군수로 홍희를 임명하고 대정의 군수도 강봉헌에서 허철로 교체하였다. 아울러 순검 13명에 강화진위대 참령 윤철규가 1백 명을 이끌고 제주로 급파되었고, 이어 수원진위대 2백 명이 제주로 보내졌다(다만 수원진위대는 6월 13일에야 제주에 도착).
6월 10일, 제주에 도착한 찰리사 황기연은 도착 즉시 교폐와 세폐 시정을 명한 황제의 고유가 담긴 방문을 붙여 민중을 효유하였다. 장두 이재수는 이에 스스로 민군 1만 명을 해산시켰고, 자수하였다. 강우백과 오대현 두 사람도 이어 자수하였는데, 이들이 구속된 날인 6월 11일에 제주 유배객 가운데 천주교도로 지목된 이용호와 이범주, 장윤선 그리고 대정군수 채구석과 전임 봉세관 강봉헌도 구속되었다(이용호, 이범주, 장윤선은 이 날 금갑도로 옮겨짐). 제주 민중은 다시 모여 들어 장두를 풀어달라고 요청했지만, 찰리사 황기연과 대대장 윤철규는 "조사가 끝나는 대로 풀어주겠다"고 약속하고 세 장두를 한성으로 압송하였다.

## 이후
6월 13일에 수원 진위대 2백 명이 제주에 도착했다. 프랑스 군함과 궁내부 고문관 샌드, 참리관 고의경도 한성으로 귀환했으며, 7월 10일에 김윤식 등 제주에 있던 유배인들에 대한 한국 법부의 타지역으로의 이배 조치가 처해졌다.
7월 18일에 이재수 등 세 장두는 경성부로 압송되어 평리원(平理院)에서 열린 재판에 회부되었고, 재판 끝에 사형이 언도되어 10월 9일에 한성 감옥에서 교수형에 처해졌다. 가담자로써 김남혁, 조사성, 고영수, 이원방 등 11인은 외역형에 처해졌고, 대정군수 채구석은 처음에는 사형이 구형되었다가 사면되었다. 강봉헌은 한성 압송 뒤 석방되어 고향 평북으로 낙향해 있었는데, 무죄방면은 부당하다는 목소리에 따라 다시 체포해 의법처리하고자 하였으나 잡을 수 없었다고 한다.
한편 프랑스 정부는 한국 정부에 천주교도 피해에 대한 배상금 5,160원을 요구하였고 이 배상금은 3년 뒤인 광무 8년(1904년) 6월, 제주 삼읍에서 6,315원(이자 포함)을 거두어 모두 갚을 수 있었다.

## 관련 자료

### 사서
- 《속음청사》(續陰晴史) - 김윤식(金允植)의 일기. 김윤식은 1897년 12월 21일에서 1901년 7월 16일까지 4년 반에 걸쳐 제주도에 유배됐으며, 권8, 권9와 권10의 상 부분에 난 당시 제주도 모습이 기록되어 있다.
- 《신축교안 보고》 - 제주 주재 프랑스 신부 라크루(구마슬)이 작성한 신축민란에 대한 교안(敎案)[15]이다.
- 《이재호 제주목사 보고서》 - 이재호는 1901년 4월 제주 목사 이상규(李庠珪)의 후임으로서 부임(~1906.6)했고 5월 27일 프랑스 해군 270명과 프랑스 군함 두 척과 제주에 들어왔다.
- 《평리원 판결문》 - 봉기 당시 장두 세 명 중 한 명이었던 오대현의 최후 진술 기록이다.
- 《제주도민봉기의 건》 - 재한일본공사관 보고서.
- 《삼군교폐사실성책》
- 《삼군평민교민물고성책》

### 논픽션
- 《이재수실기》(李在守實記) - 장두 이재수의 여동생 순옥(順玉)이 오빠 이재수의 거사를 세상에 알리고자 노력한 결과 1932년 일본 오사카(大阪)에서 조무빈(趙武彬)이 출판한 국한문 서적. 기자의 증언과 이재수의 출생과 이재수의 기세, 구한말의 정치와 천주교도의 횡포, 이재수의 의거와 천주교회의 섬멸, 영주십경(瀛洲十景), 프랑스 함대의 내침과 관군의 진압, 이재수를 위시한 의사(義士) 3인의 상경담판사실(上京談判事實), 이순옥의 탄원서·경력 등이 실려 있다.

### 소설
- 현기영, 《변방에 우짖는 새》

### 영화
- 박광수 감독 「이재수의 난」 - 현기영의 소설을 원작으로 한 1999년작 영화.

## 참고 문헌
- 이 문서에는 다음커뮤니케이션(현 카카오)에서 GFDL 또는 CC-SA 라이선스로 배포한 글로벌 세계대백과사전의 "《제주도민이 과도한 세금과 가톨릭에 맞서 들고일어나다》" 항목을 기초로 작성된 글이 포함되어 있습니다.